# Chrysopilus hardyi
Chrysopilus hardyi är en tvåvingeart som beskrevs av Akira Nagatomi och Neal L. Evenhuis 1989. Chrysopilus hardyi ingår i släktet Chrysopilus och familjen snäppflugor. Inga underarter finns listade i Catalogue of Life.